# 玩具車大冒險
《玩具車大冒險》是Vectorpark于2009年发行的益智游戏，支持在Windows、OS X、网页浏览器、iOS、Switch上游玩。玩家需要与房间里的物品互动以走出11个不同的房间。该作由自学过动画制作和Flash程序设计的帕特里克·史密斯开发，创作设计受到许多画家和艺术家的影响。遊戲2009年5月26日发布Flash版；2011年发布新增部分功能的iOS移植版；Switch版在2022年經由eShop平台上架。
该作在评论聚合网站Metacritic上获得了“普遍好评”的评价。评论家们认为遊戲能在短暂的游玩时间中给玩家难忘的艺术体验，并引导玩家注重于探索本身而非探索的结果。《奧托的歷險》、《Blek》、《甜甜圈都市》和《纪念碑谷》等游戏創作都受该作影响。

## 玩法
玩家在游戏中需要操纵小车走出11个各不相同的房间。玩家通过与房间中的物品互动解开谜题并找出隐藏的方块，而方块可打开通往下一个房间的门。玩家在房间里可互动的物品包括但不限于电灯开关、树叶堆、钟表、“顶端长着眼睛的软软的东西”、“旋转起来就会伸腿的建筑”、“一碰就会长头发的盒子”以及“一捏就能吐出云朵的烟囱”。玩家与房间里的物品之间的互动可能会触发更多可互动的物品。

## 开发
帕特里克·史密斯（Patrick Smith）是来自布鲁克林的艺术家。游戏的绘图、动画制作和代码编写均由史密斯一人完成。2001年史密斯开始以“Vectorpark”的名义发布互动动画和游戏。《Edge》虽曾在报道中赞许过史密斯过去的作品，但杂志的评论者也称史密斯的作品从未跃居到游戏市场的主流。
史密斯在开发《玩具車大冒險》时，先是用铅笔勾勒出游戏关卡设计的草图，然后择选他比较满意的草图导入到Adobe Illustrator并给草图增添细节和颜色。他接着将绘制完的图片和从Freesound下载的音频导入到Adobe Flash并用这些素材制作动画和编写场景。Freesound史密斯在圣路易斯华盛顿大学学习绘画时就开始自学动画制作和编程。他因为喜欢使用自己能完全理解的代码，所以更常选择自己编写的3D建模和物理引擎代码而不是现有的软件库。史密斯在设计该作的绘图上有受到许多艺术家的启发：超现实主义画家雷內·馬格利特和胡安·米羅、形而上派画家乔治·德·基里科、Fleischer Studios公司的动画师马克斯·弗莱舍和戴夫·弗莱舍、漫画家克里斯·瓦尔和吉姆·伍德林、雕塑家亚历山大·考尔德以及文艺复兴时期意大利画家保羅·烏切洛和皮耶罗·德拉·弗朗切斯卡。史密斯正是从后几位艺术家的作品得到了可以将平面图形以3D形式呈现的灵感。史密斯设计该作的目的只是为了供自己欣赏而并非为该类型游戏的爱好者而设计，但他又强调他有意设计的游戏的玩具特性和对探索的追求。
2009年该作的Flash版发布，可在Windows和OS X游玩该作。该作的Flash版前半部分可免费游玩，后半部分则需付费解锁。史密斯很满意Flash版的销量，但又表示以目前的赚取速度“很久才能回本”。2011年12月5日，该作的iOS移植版（仅支持在iPad上游玩）发行，iOS移植版中新增了可以控制倾斜程度的重力系统和展示关卡内部运作的透视系统。iOS移植版中还附有一个包含20张草图的草图集。2012年4月，Amanita Design在其推出的Humble Bundle收藏包中收录了《玩具車大冒險》。2022年11月11日，该作的Switch版发行，Switch版新增了多人游玩功能和通关后即可解锁的动态重力模式。

## 回响
该作在评论聚合网站Metacritic上获得了“普遍好评”的评价。评论者们指出游戏能於短暂的游玩时间中，在给玩家难忘的艺术体验的同时，又能引导玩家注重于探索過程而非探索结果。部分评论者也称赞了游戏的绘图风格。TouchArcade的妮莎·坎贝尔（Nissa Campbell）评价该作的绘图风格“超脱现实”，Slide to Play的蒂姆·拉特雷（Tim Rattray）也在其评价中写道作者在处理如何让游戏更加有艺术的问题上认真的态度。2009年5月2日，GameSetWatch将该作评为该周的“最佳独立游戏”。
TouchArcade的坎贝尔在其评论中指出，游戏中充满互动性的谜题设计，便注定该作的iOS移植版的发行是一件必然的事情。坎贝尔又补充说iOS移植版在不改变任何谜题设计的基础上，通过多點觸控改变了玩家与谜题的互动方式。Kotaku的柯克·汉密尔顿（Kirk Hamilton）也在其报道中称赞该作让他体会到iPad触感的美妙之处。
Slide to Play的拉特雷称该作是“可以互动的抽象马赛克”。他认为游戏的谜题设计和制作水准都十分出色，游戏音效、操控、帧率等方面也都表现优异。148Apps的丹·李（Dan Lee）称游戏的谜题设计十分出色，并认为玩家在解决抽象的谜题时需要使用非常规的思维。Destructoid的安东尼·伯奇（Anthony Burch）也认为游戏的谜题设计让玩家不会感到失望或无聊。对于该作的可玩性，李和拉特雷都认为除非要尝试一下iOS移植版新增的功能，没有任何理由再去游玩该作。
《奧托的歷險》、《Blek》、《甜甜圈都市》和《纪念碑谷》等游戏都受到过该作的影响。2015年史密斯制作了一款互动字母表游戏《字母变形记》。